# Country Party (Rhode Island)
Country Party (ungefär Lantpartiet) var ett parti i USA:s tidiga historia. Det var Rhode Islands antifederalistiska politiska parti, som kontrollerade Rhode Islands parlament från 1786 till 1790. Partiet var motståndare till det federalistiska partiet, som stödde USA:s konstitution.

## Politisk uppdelning
Federalisterna i Rhode Island var mestadels från ”staden”, Providence, medan medlemmarna i Country Party var från den kringliggande landsbygden. Country Party motsatte sig konstitutionen framför allt på grund av oro för de medborgerliga rättigheterna (de stödde Bill of Rights), misstro mot en regering som skulle befinna sig fjärran, motstånd mot det slaveri som godkändes genom konstitutionen och motsättningar om penningpolitiken (med papperspengar som lagligt betalningsmedel).

## Kontrollen över parlamentet
Även om Rhode Island stiftade lagar som stadfäste dess självständighet från Storbritannien före USA:s självständighetsförklaring 1776, var det den sista av de tretton kolonierna som ratificerade USA:s konstitution. Rhode Islands process för självständighet fortsatte under lång tid efter det att konstitutionen hade röstats igenom 1788.
William West från Scituate och Jonathan Hazard från South Kingstown var ledare för det lantliga partiet. Country Party ”var misstänksamt mot makten och kostnaden för en regering som var för fjärmad från gräsrotsnivån, och vägrade därför att skicka delegater till konventet i Philadelphia 1787, där USA:s konstitution skrevs. Sedan, när detta dokument presenterades för staten Rhode Island för ratifikation, fördröjde Hazards anhängare (och nästan omöjliggjorde) Rhode Islands godkännande.” Rhode Islands kväkare motsatte sig konstitutionen mest för att den sanktionerade slaveri. Vissa Rhode Island-innevånare var också oroade för konstitutionen ur frihetligt perspektiv och ville ha en rättighetskatalog för att skydda individuella friheter. På landsbygden ville folket att deras papperspengar skulle vara lagligt betalningsmedel även i fortsättningen.

## William Wests protest
William West ledde nära tusen beväpnade bönder från landsbygden till Providence för att protestera mot konstitutionen vid festligheter på självständighetsdagen den 4 juli 1788, där konstitutionen firades (kort tid efter ratifikationen i den nionde delstaten). En kompromiss mellan federalister och antifederalister nåddes, och inbördeskrig undveks. Federalisterna gick med på att bara fira självständigheten och inte antagandet av konstitutionen. Motståndet mot konstitutionen förblev starkt och Rhode Island var den sista av de tretton kolonierna som ratificerade konstitutionen 1790.

## Ratifikation av konstitutionen

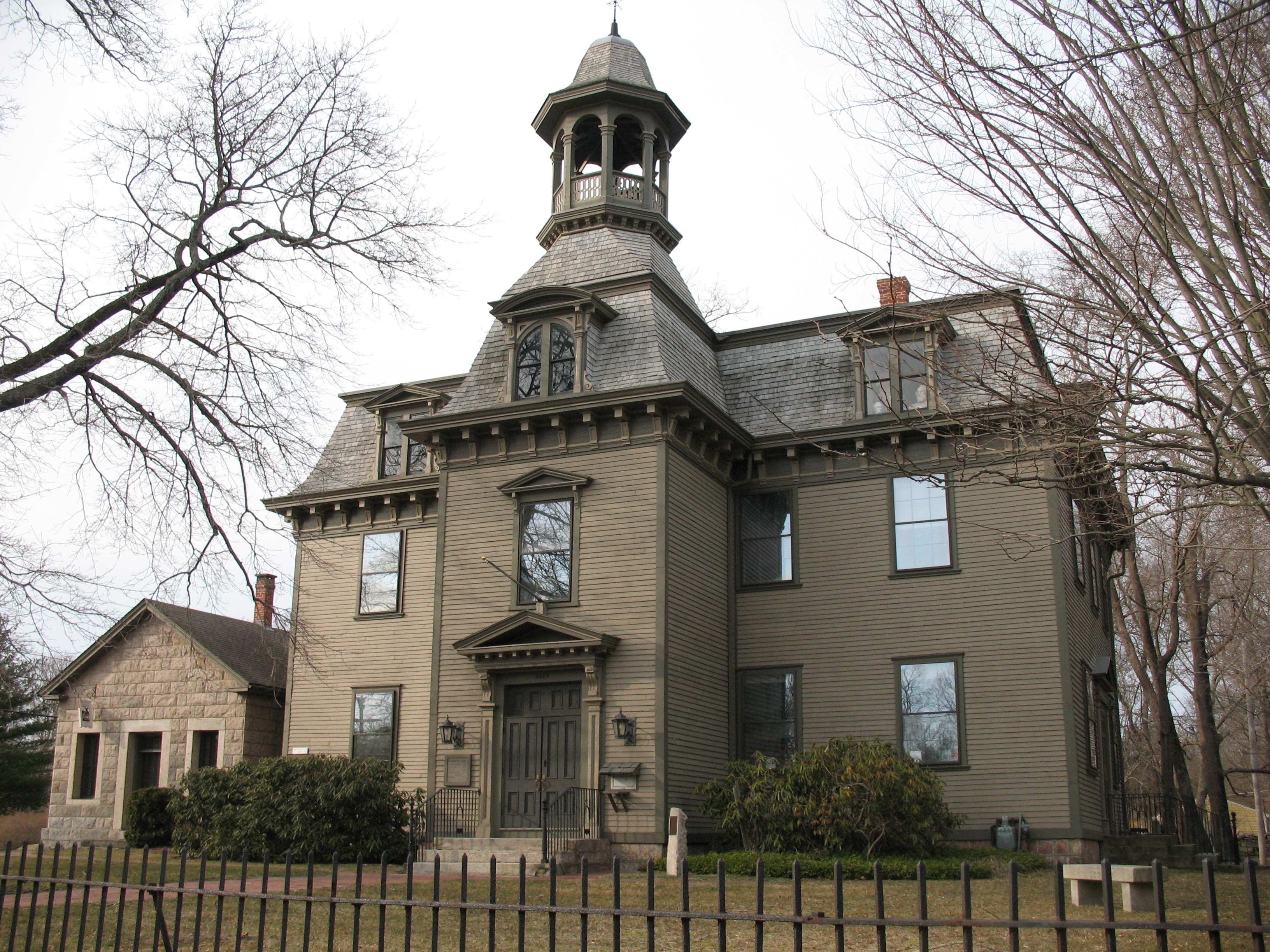
Kingston Court House (numera ett offentligt bibliotek), där konstitutionen senast röstades ned av Rhode Island 1790

Sedan ett konstitutionellt konvent fördröjts elva gånger, kallade parlamentet till slut till ett konvent i South Kingstown (Kingston) i mars 1790. Sedan en majoritet inte kunnat uppnås, hölls ett andra konvent i Newport i maj 1790. Vid konventet i maj röstades konstitutionen igenom med knapp marginal, sedan flera antifederalister självmant uteblivit och guvernör John Collins beslutat sig för att stödja konstitutionen (vilket kostade honom guvernörsposten). Rhode Island ratificerade konstitutionen med den minsta marginalen av alla de tretton staterna (34–32).

## Följder
Som svar på guvernör Collins svängning till förmån för konstitutionen, valde Rhode Islands befolkning antifederalisten Arthur Fenner till guvernör under de följande femton åren. Efter antagandet av konstitutionen gick vissa ledare inom Country Party, såsom William West, i konkurs, eftersom den federala regeringen vägrade att godkänna Rhode Islands papperspengar som lagliga betalningsmedel.
Det var till stor del på grund av de protester som kom från Rhode Island och North Carolina som en rättighetskatalog (Bill of Rights) röstades igenom 1791.